# Жильяр, Пьер

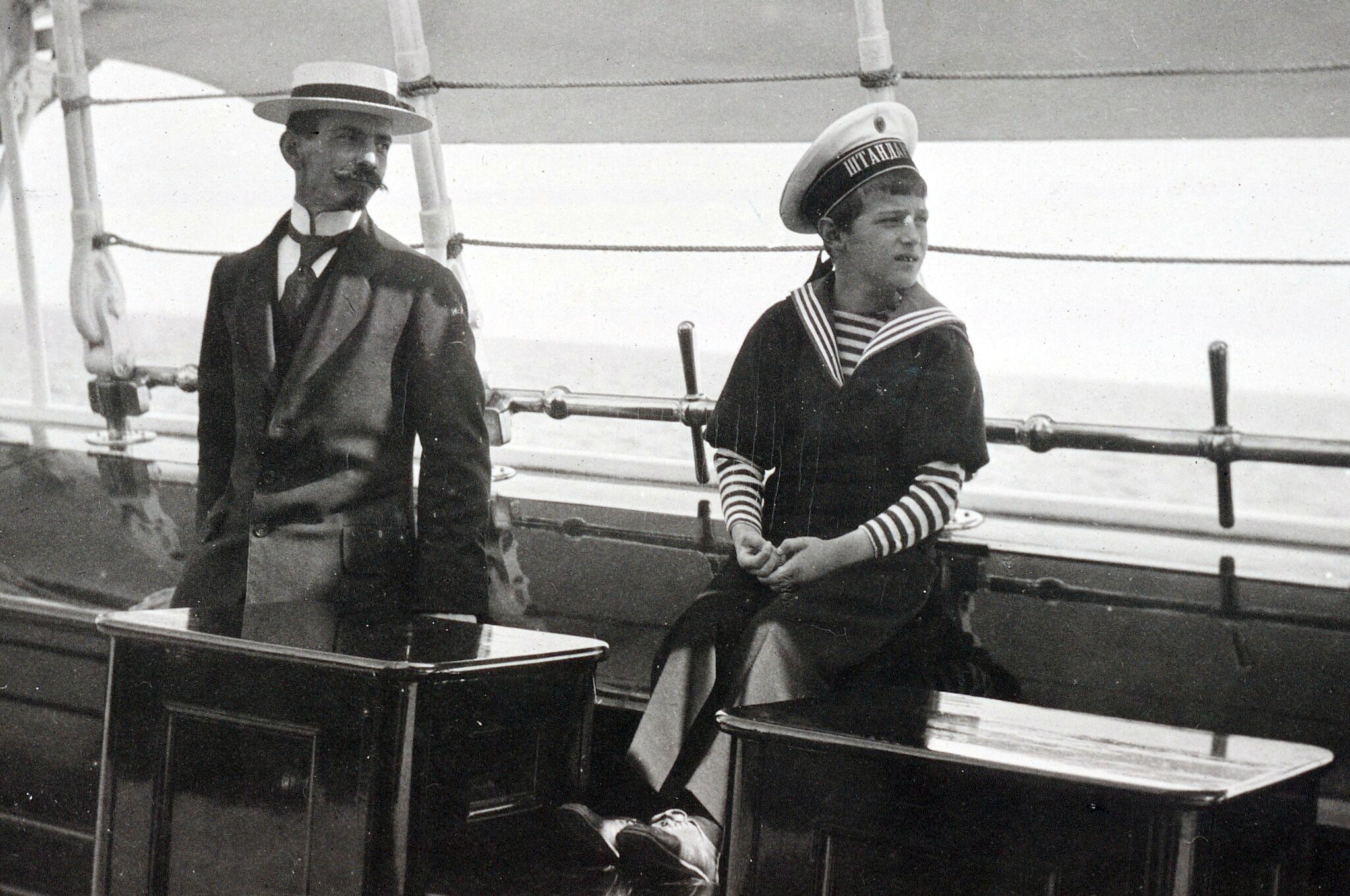
Пьер Жильяр и царевич Алексей на борту императорской яхты «Штандарт», 1914 год

Пьер Жильяр (по правилам практической транскрипции правильнее Жийяр, в России — Пётр Андреевич, фр. Pierre Gilliard; 16 мая 1879[…], Fiez, Во — 30 мая 1962[…], Лозанна) — преподаватель французского языка, родом из Швейцарии.

## Биография
В 1904 году окончил Лозаннский университет. Был приглашён в Россию преподавать французский язык детям герцога Лейхтенбергского. В сентябре 1905 году ему было предложено учить французскому детей Николая II. С 1913 года являлся наставником наследника Алексея Николаевича. После свержения Николая II сопровождал его семью в ссылку в Тобольск, но по прибытии в Екатеринбург был отделён от царской семьи. Жильяр так описал момент, когда он в последний раз видел своего воспитанника:

Матрос Нагорный прошёл мимо моего окна, неся маленького больного на руках; за ним шли Великие Княжны, нагруженные чемоданами и мелкими вещами. Я захотел выйти, но часовой грубо оттолкнул меня в вагон.

Я вернулся к окну. Татьяна Николаевна шла последней, неся свою собачку, и с большим трудом тащила тяжелый коричневый чемодан. Шел дождь, и я видел, как она при каждом шаге вязла в грязи. Нагорный хотел прийти ей на помощь — его с силой оттолкнул один из комиссаров…
После убийства царской семьи остался в Сибири, где помогал следователю Николаю Соколову, а также разоблачил самозванца, выдававшего себя за Алексея Николаевича.
В 1920 году вернулся в Швейцарию с Дальнего Востока России. Начал преподавать французский в университете города Лозанна, был награждён Орденом Почётного Легиона.
В 1921 году опубликовал книгу «Тринадцать лет при русском дворе: Трагическая судьба Николая II и его семьи».
3 октября 1922 года женился на Александре Теглевой, бывшей няне Анастасии Николаевны.
В 1925 году сестра Николая II, великая княгиня Ольга Александровна просила помощи у Жильяра и его жены в расследовании дела относительно некой Анны Андерсон, выдававшей себя за Великую княжну Анастасию Николаевну. Супруга Жильяра получила от княгини письмо:

Мы все просим вас не теряя времени поехать в Берлин вместе с господином Жильяром, чтобы увидеть эту несчастную. А если вдруг это, и впрямь, окажется наша малышка! Одному Богу известно! И представьте себе: если это она, там одна, в нищете, если всё это правда… Какой кошмар! Умоляю вас, умоляю вас, отправляйтесь как можно скорее. (…) Самое ужасное, что она говорит, что одна из её тетушек — она не помнит, кто именно — называла её Schwibs. Да поможет вам Бог. Обнимаю вас от всего сердца.
P.S. Если это действительно она, телеграфируйте мне, я приеду тотчас…
В Мариинской больнице Берлина Жильяр увидел Андерсон в первый раз и сделал вывод, что она не является той, за кого себя выдаёт. Далее последовало ещё несколько встреч, но своего мнения он не изменил.
В 1958 году дал показания в гамбургском суде по делу об определении, была ли Андерсон действительно великой княжной.
Вскоре после дачи показаний попал в автокатастрофу, после которой не оправился. Умер спустя четыре года, в возрасте 83 лет.

## Киновоплощение
- 1971 — «Николай и Александра». В роли Пьера Жильяра — Жан-Клод Дро[англ.]
- 2000 - "Романовы. Венценосная семья". Леонид Харитонов.